# The Saifam Group
The Saifam Group è un'etichetta discografica italiana fondata da Mauro Farina e Giuliano Crivellente nel 1981.
I due si incontrano nel 1975 ad un concerto dei Caravan a Verona, poco dopo aprono il loro studio di registrazione che si trasforma in etichetta solo nei primi anni ottanta, attualmente ha venduto più di 10.000 album e diversi milioni di singoli.
Attualmente il gruppo comprende sei studi e 50 etichette, tutto gestito da Farina, visto che Crivellente lascia l'etichetta producendo musica indipendentemente.